# راندي هنت
راندي هنت (بالإنجليزية: Randy Hunt)‏ هو لاعب كرة قاعدة أمريكي، ولد في 3 يناير 1960 في براتفيل في الولايات المتحدة.

## وصلات خارجية
- راندي هنت على موقعبيزبول رفرنس.كوم (الدوري الرئيسي) (الإنجليزية)
- راندي هنت على موقعبيزبول رفرنس.كوم (الدوري الثانوي) (الإنجليزية)